# Испания на летних Олимпийских играх 1956
Испания не принимала участие в летних Олимпийских играх 1956 года в Мельбурне (Австралия) из-за советского вмешательства в Венгрии, однако несколько ранее принимала участие в соревнованиях по конному спорту на летних Олимпийских играх 1956 года в Стокгольме (Швеция). Это было восьмое участие испанской сборной в летней Олимпиаде за свою историю; команда не завоевала ни одной медали.